# 하우호이완

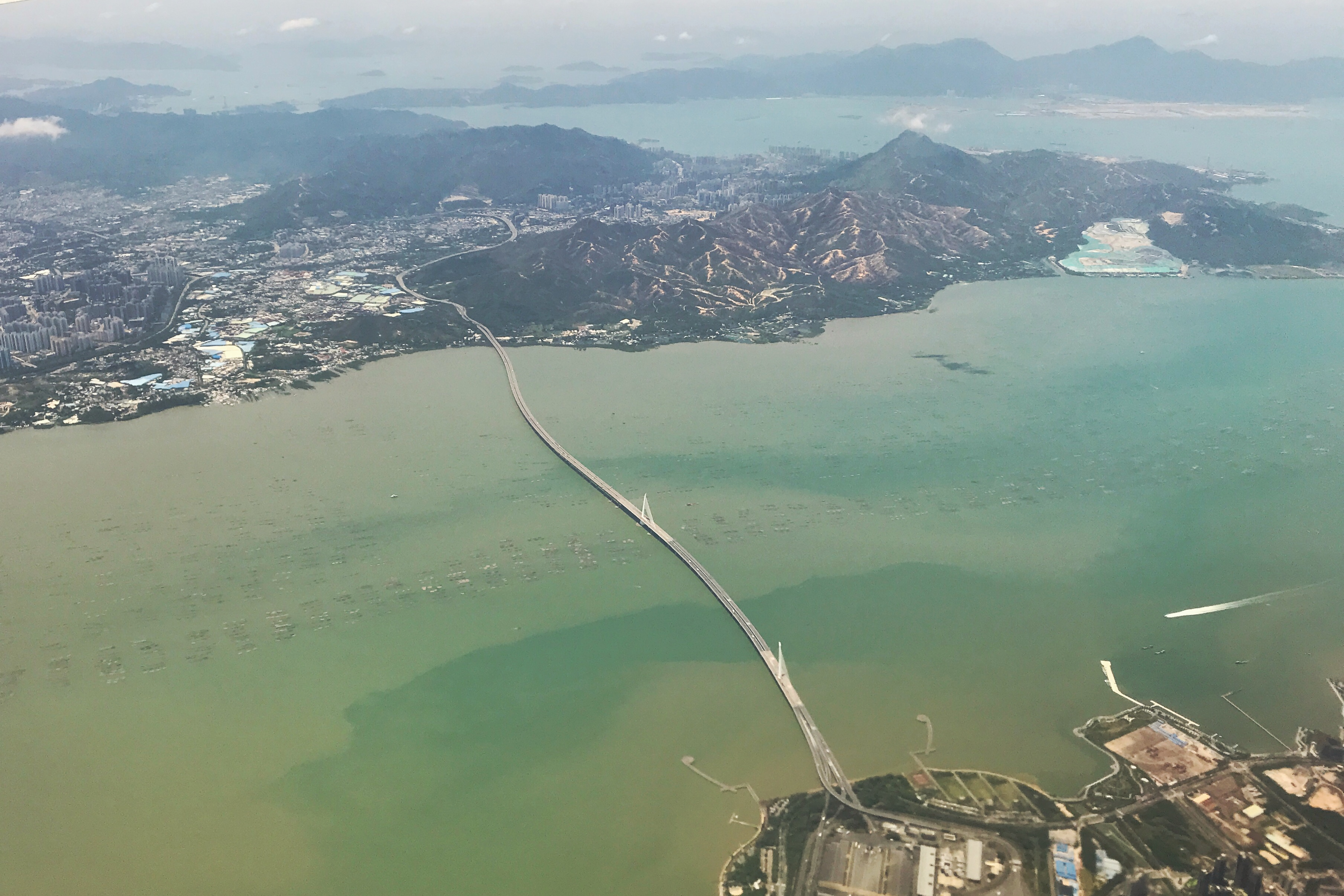
하우호이완

하우호이완(后海灣)은 홍콩 신계 북서부 윈롱구와 선전시 사이에 있는 만으로 중화인민공화국 측에서는 심천만(深圳灣)이라고 부른다. 원래는 하우호이완이라는 명칭만 있었고 선전만이라는 명칭은 1980년 선전경제특구가 조성된 후 생긴 명칭이다.

## 생태
하우호이완의 상당 부분과 맞닿고 있는 육지로부터의 민물이 해수와 어우러져 다양한 생물종을 위한 소중한 서식지를 형성한다.

## 불법 이민자
과거에 불법 이민자들이 하우호이완을 통해 홍콩으로 오는 경우가 많아 홍콩 당국이 검문소를 세우고 주민들이 신분을 필수로 등록토록 하기도 했다.